# Холт
Голт (рум. Holt) — село у повіті Бакеу в Румунії. Входить до складу комуни Летя-Веке.

## Розташування
Село розташоване на відстані 247 км на північ від Бухареста, 3 км на схід від Бакеу, 79 км на південний захід від Ясс, 146 км на північний схід від Брашова.

## Населення
За даними перепису населення 2002 року у селі проживали 1434 особи, усі — румуни. Усі жителі села рідною мовою назвали румунську.